# Al-Wigh
Al-Wigh (parfois al-Uigh, al-Ouigh ou al-Wyg, en alphabet arabe ألويغ) ou Domozey est une ville libyenne qui se trouve dans la région du Fezzan, dans le sud du pays.
Dans cette localité se situe une base aérienne, stratégique dans la mesure où elle se trouve proche à la fois des frontières avec le Niger, le Tchad et l'Algérie.

## Histoire

### Seconde guerre mondiale
A quelques dizaines de kilomètres au nord-ouest se trouvent deux puits, Al-Wigh al-Kabir et Al-Wigh al-Sarir. Les forces du Général Leclerc des Forces française libres s'emparèrent du second au mois de février 1942.

### Première guerre civile
En 2011, lors de la première guerre civile libyenne, la base aérienne d'Al-Wigh passe sous le contrôle deux groupes Toubous, la brigade des Martyrs d'Oumm al-Aranib et le bataillon du bouclier du désert, tous deux dirigés par Barka Wardougou, un chef militaire toubou, au nom du Conseil national de transition (CNT).

### Deuxième guerre civile
En 2016, elle est toujours contrôlée par la brigade des Martyrs d'Oumm al-Aranib.